# 川名すず
川名 すず（かわな すず）は、日本のイラストレーター。東京都出身。

## 人物
5月31日生まれ。
主にコピックを使用し、個人サークル「少年スピカ」や川名名義でも創作活動を行う。小学5年生のときに、はじめてコピック（E02）を購入。2018年10月には、Tooとのコラボレーションで「コピックチャオ 川名すずSelection」が数量限定で発売された。また、各所でコピックのワークショップの講師を務める。
COMITIA、コミックマーケットなどの同人誌即売会に多く参加し、各地で個展も開催。2016年にパリで開催されたJapan Expoでは、コピック公式ブースでライブドローイングを行った。

## 連載媒体
- 季刊エス[6]
- メイキング&投稿マガジン スモールエス[6]

## 著書
- 『コピックで描く基本 可愛いキャラと身の回りの小物たち』 (ホビージャパン、2018年12月) ISBN 978-4798618364
- 『10色で塗れる! コピックイラストのきほんレッスン』（マイナビ出版、2022年7月）ISBN 978-4839978501

## その他
- 同居中の総長さま×４が距離感バグってます！（挿絵担当、スターツ出版〈野いちごジュニア文庫〉、2024年5月）ISBN 978-4813781523
- 婚約破棄されたらクールな御曹司の予想外な溺愛がはじまりました（挿絵担当、スターツ出版〈野いちご文庫〉、2024年6月）ISBN 978-4813715986